# 城北街道 (泰州市)
城北街道，是中华人民共和国江苏省泰州市海陵区下辖的一个乡镇级行政单位。

## 行政区划
城北街道下辖以下地区：
通姜社区、演化社区、北山社区、东街社区、花园社区、赵公社区、稻河社区、彩衣社区、大浦社区、西浦社区、工人社区和渔行社区。